# Harold Lane (aviron)
Pour les articles homonymes, voir Harold Lane et Lane.
Harold Mansfield Lane (13 mars 1895-24 juin 1972) est un rameur olympique britannique ayant remporté la médaille d'argent aux Jeux olympiques d'été de 1928 à Amsterdam.

## Biographie
Membre du Thames Rowing Club (en), il fait partie du groupe des huit qui remporte le Grand Challenge Cup (en) lors de la régate royale de Henley. Ce groupe représente le Royaume-Uni lors des compétitions d'aviron aux Jeux olympiques d'été de 1928.